# Orthodox Celts

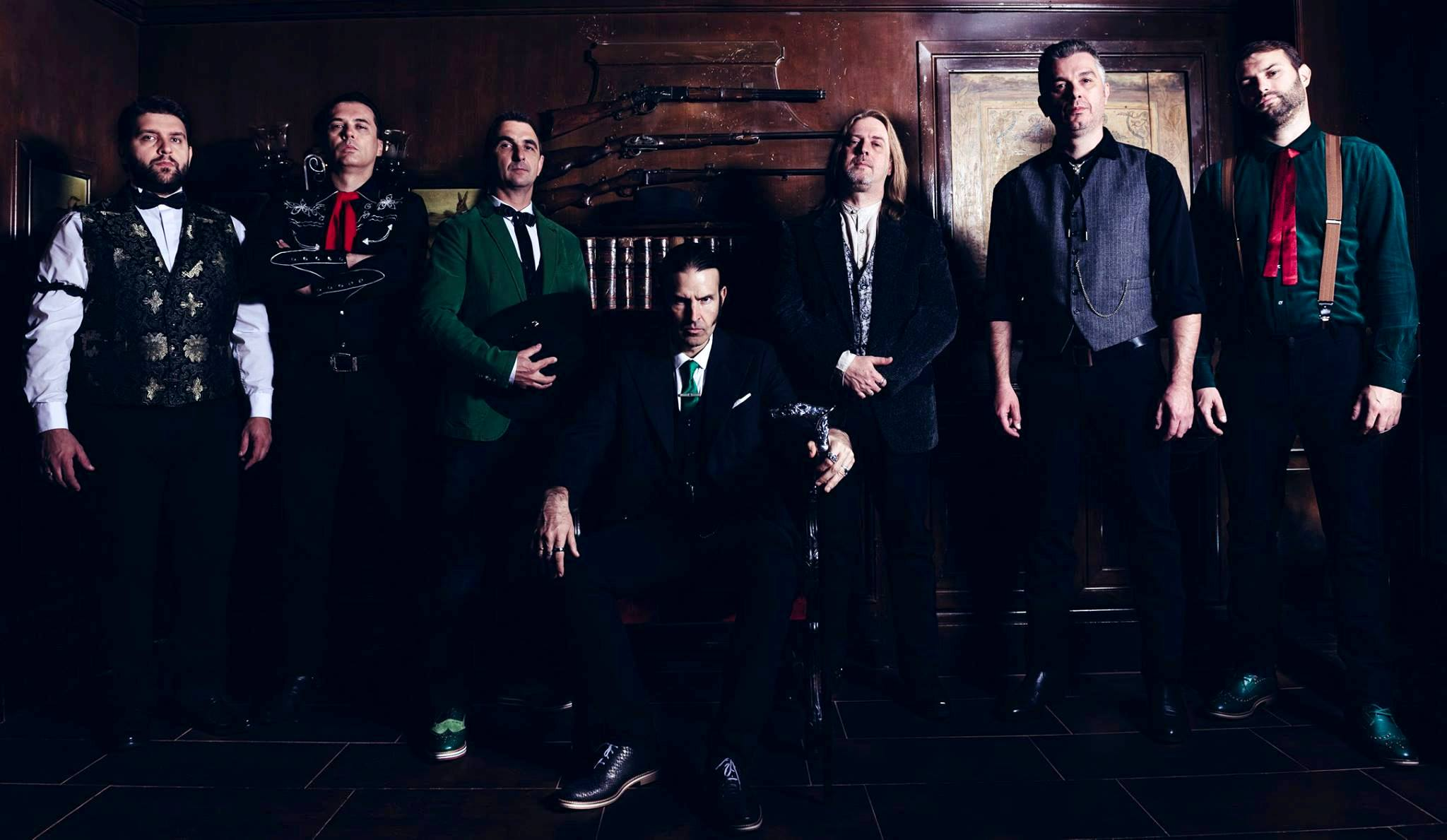
Les Celtes orthodoxes.

Orthodox Celts est un groupe serbe, originaire de Belgrade, qui joue de la musique folk irlandaise. Inhabituelle en Serbie, le groupe a cependant gagné en popularité et contribué à l'émergence d'une scène serbe de musique traditionnelle celtique, notamment les groupes Tir na n'Og et Irish Stew of Sindidun . 
Le groupe a commencé sa carrière en interprétant des chansons irlandaises traditionnelles, avant d'intégrer de plus en plus de composition originales (les paroles ayant été principalement écrites par le leader du groupe, Aleksandar "Aca Celtic" Petrović, et la musique principalement composée par la violoniste Ana Đokić). Toutes leurs chansons sont chantées en anglais, mais le groupe a également composé des chansons purement instrumentales. Le groupe célèbre traditionnellement le jour de la Saint-Patrick par un grand concert à Belgrade.  Le groupe joue également traditionnellement au Belgrade Beer Fest.